# 도리스 로이트하르트
도리스 로이트하르트(독일어: Doris Leuthard, 1963년 4월 10일~)는 스위스의 정치인 겸 변호사이다. 소속 정당은 스위스 기독교민주인민당이다. 2010년 11월 1일부터 스위스 환경교통에너지통신부 장관을 역임하였다. 2010년 연방 대통령으로 선출되어 1년을 재직했고, 2017년 다시 대통령으로 재임했다.